# Joyas de dos siglos
Joyas de dos siglos (Gioielli di due secoli) è l'undicesimo album in studio della cantautrice messicana Ana Gabriel, pubblicato nel dicembre 1995.
Il materiale musicale è stato prodotto dalla Gabriel stessa e da Diana Veronica Paredes. L'album si discosta in qualche modo dallo stile abituale di Gabriel, ma rappresenta uno dei vertici artistici della sua carriera. È stato candidato come Album Regionale Messicano dell'Anno Premio Lo Nuestro del 1996.

## Tracce
1. Clemencia 03:14
2. Un Viejo Amor 03:17
3. Aburrido Me Voy 02:59
4. Ya Se Va la Embarcación 02:24
5. Despedida 02:55
6. Reconciliación 03:15
7. Hay Unos Ojos 02:57
8. Flor Triste 02:39
9. Boda Negra 03:47
10. Marchita el Alma 03:26
11. Orilla de Un Palmar 03:36
12. Pobre Bohemio 02:58
13. Adiós Mi Chaparrita 03:08
14. Barca de Oro 02:58
15. Valentín de la Sierra 03:25